# Ramon Arabia i Solanas
Ramon Arabia i Solanas (Mataró, 10 de febrer de 1850 - Barcelona, 26 d'abril de 1902) fou un promotor de l'excursionisme català.
Arabia fou membre de l'Associació Catalanista d'Excursions Científiques (ACEC), fundada l'any 1876 i antecessora del CEC, i va ser soci fundador a l'Associació d'Excursions Catalana (AEC), fundada el 1878 com a escissió de l'anterior. Era llicenciat en lletres i es dedicà professionalment a diverses activitats, però fou sobretot molt actiu en el món de l'excursionisme i en la seva promoció com a forma de coneixement del país. Fou un dels primers promotors de la restauració del monestir de Ripoll, i pioner de la meteorologia catalana instal·lant termòmetres al Montseny i a Montserrat. Sense ser folklorista en el sentit estricte del terme, també fou promotor d'estudis sobre el folklore català fent part del que s'ha anomenat "folkloristes-excursionistes", que recollien els aspectes que els semblaven notables en el decurs de les seves sortides. Fou vocal de la secció de "Folk-lore català" (sic) de la AEC.
Fou president de l'AEC de 1879 a 1884 i en dirigí les publicacions. Va representar aquesta entitat en el Congrès International des Clubs Alpins (Ginebra, agost de 1879). Va ser nomenat membre de la Reial Acadèmia de Bones Lletres de Barcelona però no n'arribà a llegir el discurs d'ingrés.
Havia estat sempre de salut delicada i morí als 52 anys.